# Ermanno Alloni
Ermanno Alloni (Milano, 21 dicembre 1931 – Milano, 27 agosto 2007) è stato un calciatore italiano, di ruolo centrocampista.

## Carriera
Nel ruolo di mediano, cresce nell'Inter che lo cede al Vigevano e poi alla Cremonese, in Serie C.
Nel campionato 1956-1957 avviene il salto in Serie A, tra le file della Roma, e con i giallorossi riesce a disputare in quell'anno 2 gare nella massima serie, l'esordio lo fa a Palermo il 10 febbraio 1957 nella partita Palermo-Roma (1-0). A fine stagione si trasferisce al Taranto, dove diventa titolare nella formazione jonica disputando tre campionati di Serie B per un totale di 82 presenze.